# 1253 avenue McGill College
Le 1253 avenue McGill College (en anglais : Confederation Building) est un édifice de bureau situé à l'avenue McGill College entre les rues Sainte-Catherine et Cathcart à Montréal. Le bâtiment était auparavant connu sous le nom de Confederation Building. Actuellement l'édifice appartient à Polaris Realty. 
Le bâtiment compte 11 étages, les deux premiers étages servent pour les commerces et les neuf autres étages sont des espaces à bureaux .
Le 1253 avenue McGill College a été conçu par la firme d'architecte Ross et Macdonald  et fut complété en 1927 . L'extérieur de l'édifice est en calcaire , et le style architectural est considéré comme étant néoclassique .